# Struthanthus ibegei
Struthanthus ibegei är en tvåhjärtbladig växtart som beskrevs av C.T. Rizzini. Struthanthus ibegei ingår i släktet Struthanthus och familjen Loranthaceae. Inga underarter finns listade i Catalogue of Life.